# سیبانیه
سیبانیه (انگلیسی: Sibanye) شرکت معدن در آفریقای جنوبی است، که در سال ۲۰۱۲ تأسیس شد.